# Warigny
Warigny, ou Wargny était un village champenois du Pays de Reims, aujourd'hui disparu.

## Géographie
Il ne reste aucune trace visible au sol de ce village. La toponymie du terroir de Cauroy-lès-Machault nous indique un lieu-dit Vuargny, et des terroirs des communes de Bignicourt et Ville-sur-Retourne, un lieu-dit Wargnier, qui en situent l'emplacement.  Le cadastre de 1815 de Cauroy indique les traces d'un ancien chemin de Cauroy à Juniville qui traverse le lieu-dit Font de Vuargny.

## Histoire
En 1659, à la signature du Traité des Pyrénées, il ne restait rien debout. Toute la région du nord de la Champagne (le nord du pays de Reims au sens large) fut ravagée par la Fronde, et Warigny n'est que l'un des villages disparus entre Reims, Rethel et Vouziers.
Le 4 mars 1692, avec son épouse Marie Thomas, Charles de Parizot, seigneur de Champ-Bernard, Semide, Sçay et Puiseux, fait don, à son fils Jean-Robert Parizot, de la seigneurie de Warigny, sise sur la paroisse de Cauroy-lez-Machault, et mouvant de la châtellenie de Betheniville.